# Nikolay Vdovichenko
Nikolay Vasilyevich Vdovichenko (tiếng Nga: Николай Васильевич Вдовиченко; sinh ngày 21 tháng 4 năm 1989) là một cầu thủ bóng đá từ Nga. Anh thi đấu cho F.K. Spartak Kostroma.